# Curuzza
Curuzza is een geslacht van vlinders van de familie tandvlinders (Notodontidae).

## Soorten
- C. atrivittata Hampson, 1900
- C. brunneosticta Bryk, 1950
- C. crenelata Swinhoe, 1896
- C. eburnea Bryk, 1950
- C. frugalis Leech, 1898